# Достарлимаб
Достарлимаб — лекарственный препарат, противоопухолевое моноклональное антитело для лечения рака эндометрия
. Одобрен для применения в США и Евросоюзе в апреле 2021 года.
Также препарат проходит клинические испытания для лечения колоректального рака. В исследовании 12 пациентов с колоректальным раком II или III стадии, опубликованном в 2022 году, у всех 12 пациентов, принимавших достарлимаб, наступила ремиссия, дальнейшее лечение не требовалось. Авторы заявили, что, насколько им известно, это первый и пока единственный случай, когда испытание лекарства от рака закончилось 100 % ремиссией.

## Разработка
В 2020 году в рамках исследования GARNET было объявлено, что достарлимаб демонстрирует потенциал для лечения подгруппы женщин с рецидивирующим или распространённым раком эндометрия.

### Одобрение
25 февраля 2021 года Комитет по лекарственным препаратам Европейского агентства по лекарственным средствам принял положительное заключение, в котором рекомендовал выдать условное разрешение на маркетинг достарлимаба, предназначенного для лечения некоторых видов рака эндометрия. Заявителем являлась компания GlaxoSmithKline Limited. Достарлимаб был одобрен для медицинского применения в Европейском Союзе в апреле 2021 года.

### Исследование эффективности лечения рака кишечника
В 2022 году было опубликовано исследование, по результатам которого 100 % пациентов, проходивших лечение препаратом без применения хирургических операций и радиотерапии, были излечены и находились в ремиссии в течение 6 месяцев.

## Механизм действия
Связывается с PD-1.

## Показания
Рак эндометрия.

## Беременность
Женщины детородного возраста во время лечения и 4 мес. после него должны использовать методы контрацепции.

## Способ применения
- Внутривенная инфузия.

## Побочные эффекты
Серьёзные побочные реакции у более 2 % пациентов включали сепсис, нарушения работы почек, инфекции мочевыводящих путей, боль в животе и пирексию.
Могут возникать иммуноопосредованные побочные реакции, включая пневмонит, колит, гепатит, различные эндокринопатии и нефрит.